# Брюнський тип

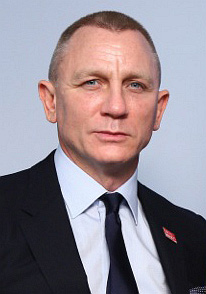
Англійський актор Деніел Крейг

Брю́нський тип (англ. Bruenn; нім. Brünn) — один з антропологічних типів (малих рас)європеоїдної раси, який характеризується архаїчними рисами, що відносяться (разом з представниками фальського типу та борребю)  верхньопалеолітичним типам (високий зріст, масивність статури, широке обличчя). Виділений американським антропологом К. Куном. Поділяється на два типи:
- Ірландський брюн поширений в західній Ірландії, особливо в  графствах Корк, Клер і Керрі (40 % ірландців). Відрізняється мезобрахікефалією і кучерявим, часто вогненно-рудим волоссям.
- Скандинавський брюн поширений в південно-західній Швеції і є синонімом фальського типу.

Назву отримав від імені черепа, знайденого недалеко від чеського міста Брно. Брюни також є носіями культури лінійно-стрічкової кераміки.